# Ostrawa
Ostrawa (cz. Ostravaⓘ, niem. Ostrau) – miasto w Czechach przy północnym krańcu Bramy Morawskiej, na granicy Śląska Cieszyńskiego, Śląska Opawskiego i Moraw, u ujścia do Odry dwóch rzek: Opawy i Ostrawicy.
Stolica kraju morawsko-śląskiego i była siedziba powiatu Ostrawa-miasto. Ważny ośrodek komunikacyjny i gospodarczy Czech. Na początku 2024 roku, z liczbą mieszkańców wynoszącą ponad 284 tys., Ostrawa zajmowała trzecie miejsce pod względem liczby ludności (po Pradze i Brnie) w Czechach. 
W mieście rozwinął się przemysł energetyczny, maszynowy, chemiczny, materiałów budowlanych, papierniczy oraz spożywczy.

## Historia
Przez teren osady od najdawniejszych czasów biegł szlak bursztynowy, a następnie szlak handlowy z Moraw na Górny Śląsk. W VIII pojawiły się osiedla słowiańskie, a w X gród Gołęszyców.
Granica Śląska z Morawami została uregulowana na rzece Ostrawica w grudniu 1261 co potwierdzono w specjalnym dokumencie wystawionym przez nowego króla czeskiego Przemysła Ottokara II. Akt lokacyjny miasta nie zachował się, a pierwsza pisemna wzmianka pochodzi z 1279, mówiąca o spotkaniu praskiego biskupa Tobiasza z Bechyně z biskupem ołomunieckim Brunonem ze Schauenburku mającym mieć miejsce w biskupim mieście Ostrawie leżącym za opawską prowincją. Historycy domniemują, że prawa miejskie udzielono Ostrawie pomiędzy 1268 a 1278. Postępująca kolonizacja miasta odznaczyła się rosnącą liczbą rodzin niemieckich, która stopniowo zmieniała czysto słowiański charakter miasta.
W 1290 roku prawobrzeżna Ostrawa leżąca na terenie Śląska (w odróżnieniu od części morawskiej) stała się własnością książąt cieszyńskich, w związku z podziałem księstwa opolskiego. Z 1380 roku pochodzi pierwsza wzmianka o dwóch oddzielnych Ostrawach. Obecna Śląska Ostrawa nazywała się wówczas Wendyjską (Słowiańską), naprzeciw niej Morawską Ostrawę oznaczono jako Niemiecką pod koniec XV wieku, mimo że właśnie wówczas w mieście zaczęła wyraźniej zaznaczać swoją obecność społeczność czeska. W końcu XIV zamek w Polskiej Ostrawie przeszedł w ręce szlacheckie, stając się ośrodkiem dóbr, zwanych „państwem polskoostrawskim”, natomiast Morawska Ostrawa w skład dóbr hukwaldzkich. W średniowieczu Morawska Ostrawa zasiedlona została przez osadników z Niemiec. Przez całe wieki była małym miasteczkiem, którego ludność trudniła się rzemiosłem. Od 1714 Polska Ostrawa była własnością rodu Wilczków. W 1763 w okolicach miasta odkryto znaczne złoża węgla kamiennego. Od tego czasu, aż do 1994 kiedy zaniechano wydobycia, datuje się intensywny rozwój miasta jako ośrodka górniczego i przemysłowego. Po kryzysie gospodarczym w latach 70. XIX wieku przemysł górniczy rozwinął się w Zagłębiu Ostrawsko-Karwińskim jako najważniejsza gałąź przemysłu w regionie. Otwierano szereg nowoczesnych kopalń, a miejscowa ludność nie była już w stanie spełnić zapotrzebowanie na tanią siłę roboczą, stąd w rejon sprowadzono dziesiątki tysięcy imigrantów z Galicji. W 1900 roku usamodzielnił się powiat polityczny Morawskiej Ostrawy a Polacy otworzyli Dom Polski. W 1910 liczba mieszkańców polskojęzycznych wyniosła 12849 (ponad 10%, a w północnych zurbanizowanych gminach ponad 20%), o ile w rzeczywistości nie była większa – w powstałym w 1904 roku powiecie sądowym polsko-ostrawskim było to w 1910 ponad 20%, ale w wielu gminach wskutek nacisku czeskiej administracji odsetek deklaracji języka polskiego drastycznie spadł w porównaniu do 1900 roku. Była to część konfliktu narodowościowego jaki wybuchł na dobre na początku XX wieku. Już wtedy czescy aktywiści zabiegali o zmianę nazwy Polskiej Ostrawy na Śląską, co jednak doszło do skutku dopiero 27 listopada 1919, po uzyskaniu niepodległości przez Czechosłowację.

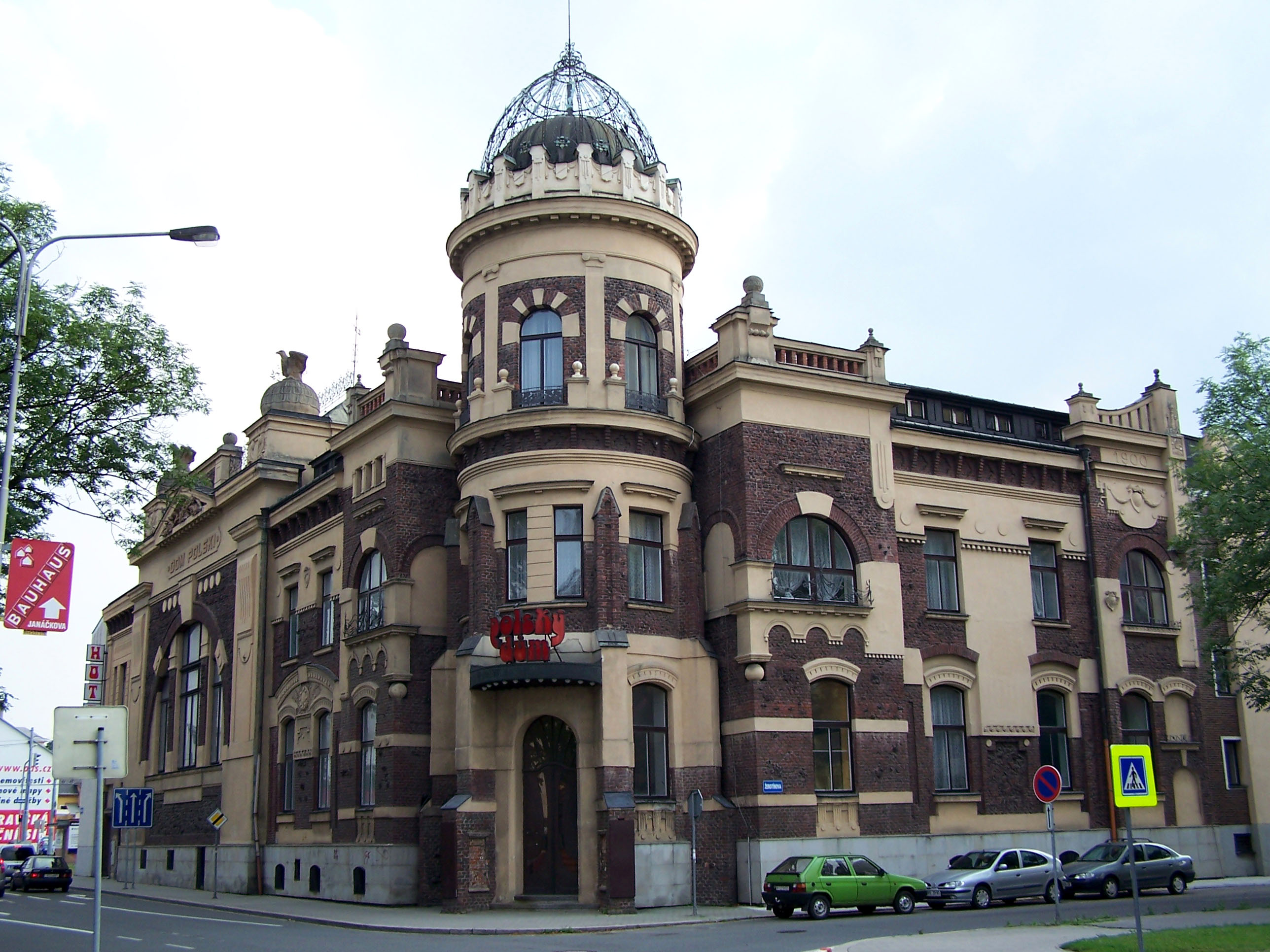
Dom Polski w Ostrawie

Po powstaniu państwa czechosłowackiego powstała idea stworzenia Wielkiej Ostrawy. Projekt z 1919 przewidywał połączenie 15 gmin: Morawska Ostrawa, Przywóz, Witkowice, Mariánské Hory, Zábřeh nad Odrou, Nová Ves, Hrabůvka, Svinov, Kunčice nad Ostravicí, Malé Kunčice, Polska Ostrawa, Muglinov, Hruszów, Radwanice i Michałkowice. Po szeregu wydanych ustaw i rozwiązaniu szeregu punktów spornych o przynależność nowego tworu administracyjnego do Moraw lub Śląska projekt odchudzono tylko do 7 morawskich gmin: Morawskiej Ostrawy, Przywozu, Witkowic, Mariánskich Hor, Zábřehu nad Odrou, Novej Vsi i Hrabůvky, które miały zostać połączone w jedno miasto o nazwie Morawska Ostrawa. Nowa ustawa weszła w życie 1 stycznia 1924. Pierwszym komisarzem został Jan Prokeš. Komisja administracyjna składała się z 31 Czechów, 9 Niemców i 2 Żydów. Nowe miasto miało 4029 hektarów i 113 709 mieszkańców. W sąsiedniej Śląskiej Ostrawie powstał konkurencyjny projekt przyłączenia do niej Hruszowa, Muglinowa, Michałkowic i Radwanic, jednak nie zgodziły się na to Radwanice i Muglinów.
Po zajęciu Czechosłowacji przez wojska niemieckie doszło do zrealizowania pierwotnego planu Wielkiej Ostrawy. 1 lipca 1941 do Morawskiej Ostrawy przyłączono Śląską Ostrawę, Hruszów, Kończyce Wielkie, Kończyce Małe, Michałkowice, Muglinów i Radwanice z powiatu frydeckiego, oraz Hrabovą, Novą Bělę, Starą Bělę i Výškovice z powiatu morawskoostrawskiego. Kres drugiej wojny światowej w okolicach Ostrawy nadszedł wraz z nadejściem Armii Czerwonej w kwietniu 1945 roku. Wiele z miejscowości przyłączonych przez Niemców do Morawskiej Ostrawy czasowo się usamodzielniło. W dniu 10 maja 1945 roku w Ostrawie uruchomiono dla Niemców obóz Hanke, w którym życie straciło co najmniej 231 osób. W latach 50. w pobliskiej Porubie zaczęło powstać nowe osiedle socjalistyczne. Do Ostrawy przyłączono je w 1957. Kolejne osiedla z wielkiej płyty powstały w następnych dziesięcioleciach w południowej części miasta.
Obecnie Ostrawa zmienia swój wizerunek i nastawia się na turystów, inwestując w kolejne atrakcje miejskie oraz w renowację zabytkowych obiektów, których na jej terenie znajduje się znaczna liczba.
Ostrawa jest stolicą kraju morawsko-śląskiego (cz. Moravskoslezský kraj). Wraz z Boguminem (cz. Bohumín) tworzy ważny węzeł kolejowy. Ostrawa ma także międzynarodowy port lotniczy Ostrawa-Mošnov. Znajduje się tam także polski konsulat generalny.

### Kalendarium historii Ostrawy

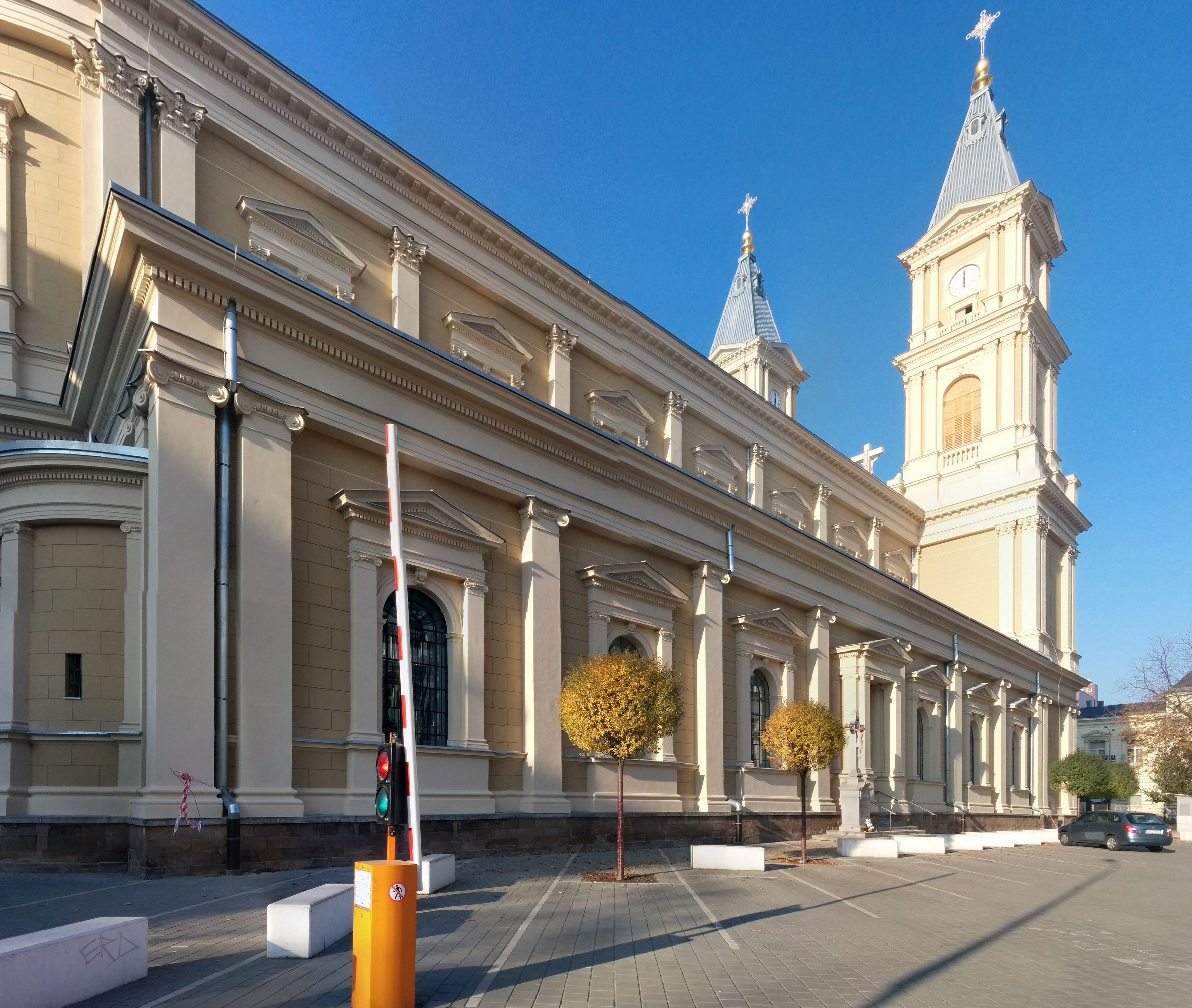
Katedra Boskiego Zbawiciela

- 1245–1281 – Morawska Ostrawa majątkiem biskupa ołomunieckiego
- 1267–1278 – prawa miejskie dla Morawskiej Ostrawy
- 1297 – pierwsza pisemna wzmianka o kościele św. Wacława i zamku w Śląskiej Ostrawie
- 1362 – król Karol IV nadaje Morawskiej Ostrawie prawo organizowania dorocznych targów
- lata 70. XIV wieku – budowa murów miejskich
- 1428 – okoliczny teren zajęty przez husytów
- 1539 – pierwsza wzmianka o Starym Ratuszu w Morawskiej Ostrawie
- 1556 – pożar zniszczył sporą część Morawskiej Ostrawy
- w czasie wojny trzydziestoletniej miasta i zamek okradły wojska duńskie, szwedzkie i habsburskie
- 1625 – epidemia dżumy – zginęła połowa okolicznych mieszkańców
- 1747 – otwarto pierwszą pocztę w Morawskiej Ostrawie
- 1763 – odkrycie pokładów węgla w dolinie Burnia
- 1828 – otwarcie Huty Rudolfa (obecnie Huta Witkowice)
- 1847 – Morawska Ostrawa uzyskała połączenie kolejowe z Wiedniem i Krakowem (K.u.K. Privilegierte Kaiser-Ferdinands-Nordbahn)
- 1869 – rusza pierwsza gazownia oraz telegraf
- 1879 – budowa synagogi w Morawskiej Ostrawie
- 1894 – otwarcie Domu Narodowego czeskiego
- 1895 – otwarcie Domu Niemieckiego
- 1900 – otwarcie Domu Polskiego
- 1901 – na ulice Morawskiej Ostrawy wyjechał pierwszy tramwaj elektryczny (od 1894 jeździły parowe)
- 1907 – rozpoczął działalność pierwszy teatr niemiecki
- 1919 – w pierwszym roku Czechosłowacji władze zmieniły nazwę Polskiej Ostrawy na Śląską Ostrawę
- 1924 – powstała tzw. Wielka Ostrawa – do Morawskiej Ostrawy władze czechosłowackie przyłączają sześć okolicznych morawskich gmin
- 1930 – zakończono budowę modernistycznego Nowego Ratusza
- 1939–1945 – podczas okupacji niemieckiej większość ostrawskich Żydów zostało wymordowanych; w 1941 do Wielkiej (Morawskiej) Ostrawy dołączono 8 śląskich (w tym Śląska Ostrawa) i 4 morawskie gminy
- 1945 – uruchomienie obozu koncentracyjnego Hanke dla Niemców[5]
- 1945 – przeniesienie do Ostrawy Wyższej Szkoły Górniczej
- 1949–1951 – budowa ogromnej Nowej Huty
- 1955 – powstało studio telewizyjne, drugie w Czechach (i Czechosłowacji)
- 1976 – przyłączono kolejne gminy podmiejskie – łącznie od 1924 roku 33 gminy, które tworzą obecnie 23 dzielnice
- okres między II wojną światową do 1989 – gwałtowny rozwój miasta i napływ ludności z Czech, Moraw i Słowacji
- 1991 – powstał Uniwersytet Ostrawski
- 1994 – koniec wydobycia węgla w mieście
- 1996 – miasto zostało siedzibą nowej diecezji ostrawsko-opawskiej
- 1997 – zalanie części miasta podczas powodzi tysiąclecia
- 1998 – zakończenie wytopu żelaza w Witkowicach
- 2012 – zakończenie pierwszego etapu rewitalizacji Dolnych Witkowic i nowego centrum miasta
- 2015 – miasto organizuje wspólnie z Pragą Mistrzostwa świata w hokeju na lodzie

## Demografia[6][7]
- Wykres ludności miasta Ostrawa w latach 1869–2024, dane w latach 1941–2010 oznaczają liczbę ludności w środku roku:

W 2001 roku miasto zamieszkiwało 316744 osób z czego 283955 (89,6%) narodowości czeskiej, 11016 (3,5%) słowackiej, 7278 (2,3%) morawskiej, 950 (0,3%) polskiej, 915 (0,3%) śląskiej, 776 (0,2%) wietnamskiej, 658 (0,2%) romskiej, 574 (0,2%) niemieckiej i 276 (0,1%) ukraińskiej. Pod względem religii jedynie 93400 (29,5%) stanowiły osoby wierzące, w tym największą grupę wyznaniową stanowili katolicy – 75637 (80,1% wierzących).
W 2023 roku miasto zamieszkiwało 283 504 osób, rok później populacja wynosiła 284 765.

## Podział administracyjny

Dzielnice Ostrawy

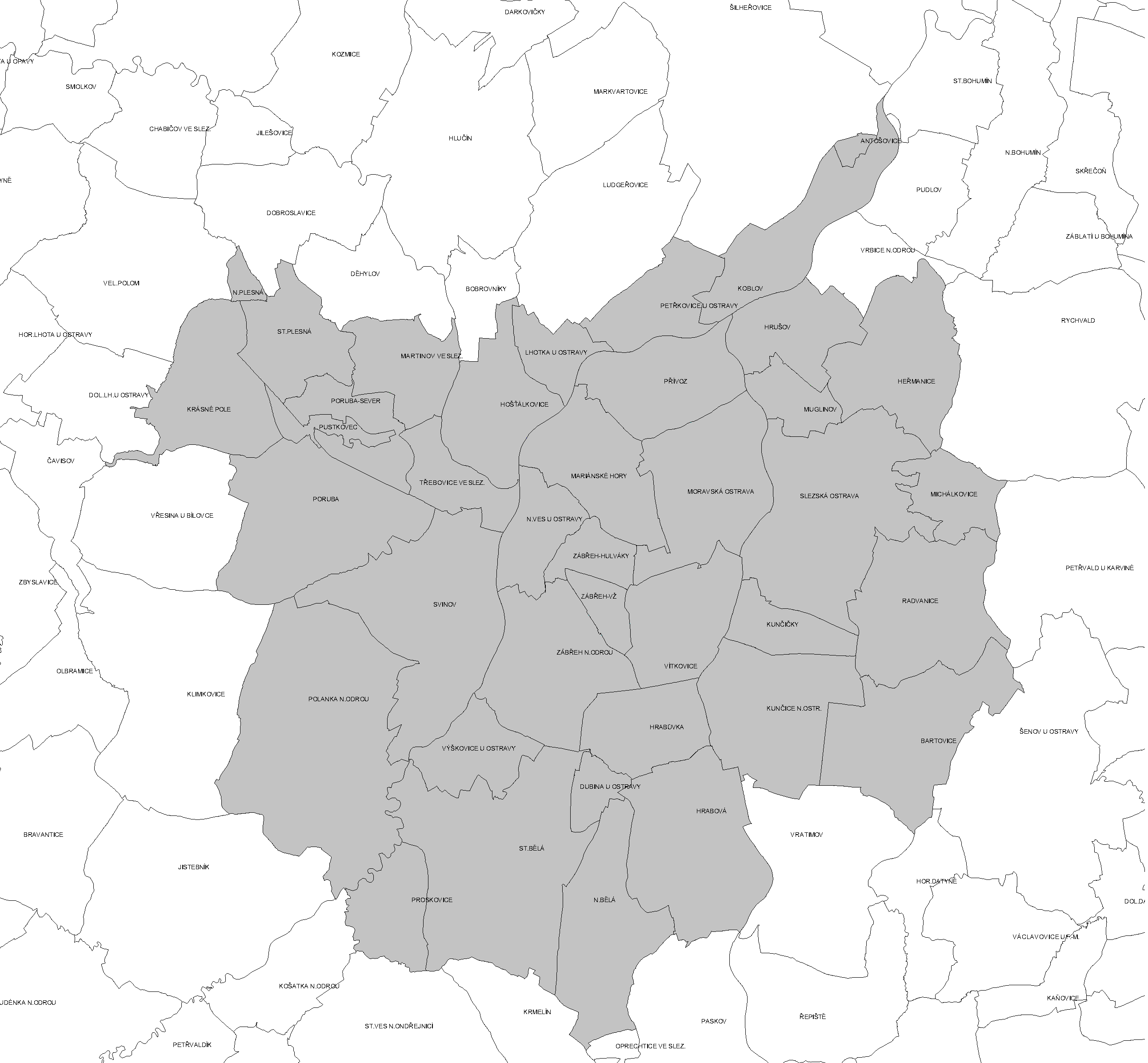
Gminy katastralne Ostrawy

Miasto Ostrawa podzielone jest na 23 dzielnice (cz. městské obvody), 37 gmin miejskich (cz. částí obcí) i 39 gmin katastralnych (cz. katastrální území):
| Flaga                              | Dzielnica miasta                                       | Gminy miejskie | Gminy katastralne                                                                                   | Region Historyczny             |
| ---------------------------------- | ------------------------------------------------------ | --- | --------------------------------------------------------------------------------------------------- | ------------------------------ |
| herb Hoszczalkowic                 | Hošťálkovice (Hościałkowice)                           | | Hošťálkovice                                                                                        | Górny Śląsk                    |
| herb Hrabowej                      | Hrabová (Hrabowa)                                      | | Hrabová                                                                                             | Morawy                         |
| herb Krásného Pole                 | Krásné Pole (Krasne Pole)                              | | Krásné Pole                                                                                         | Śląsk Opawski                  |
| herb Lhotki                        | Lhotka                                                 | | Lhotka u Ostravy                                                                                    | Górny Śląsk                    |
| herb Mariánských Hor a Hulvák      | Mariánské Hory a Hulváky                               | Hulváky, Mariánské Hory (Mariańskie Góry) | Mariánské Hory, Zábřeh-Hulváky                                                                      | Morawy                         |
| herb Martinova                     | Martinov                                               | | Martinov ve Slezsku                                                                                 | Śląsk Opawski                  |
| herb Michałkowic                   | Michálkovice (Michałkowice)                            | | Michálkovice                                                                                        | Śląsk Cieszyński               |
| herb Ostrawy Morawskiej i Przywozu | Moravská Ostrava a Přívoz (Ostrawa Morawska i Przywóz) | Moravská Ostrava, Přívoz | Moravská Ostrava, Přívoz                                                                            | Morawy                         |
| herb Nové Bělé                     | Nová Bělá                                              | | Nová Bělá                                                                                           | Morawy                         |
| herb Nowej Wsi                     | Nová Ves (Nowa Wieś)                                   | | Nová Ves u Ostravy                                                                                  | Morawy                         |
| herb Ostravy-Jihu                  | Ostrava-Jih (Ostrawa-Południe)                         | Bělský Les, Dubina, Hrabůvka, Výškovice, Zábřeh | Dubina u Ostravy, Hrabůvka, Výškovice u Ostravy, Zábřeh nad Odrou                                   | Morawy                         |
| herb Pietrzkowic                   | Petřkovice (Pietrzkowice)                              | | Petřkovice u Ostravy                                                                                | Górny Śląsk                    |
| herb Plesné                        | Plesná                                                 | | Nová Plesná, Stará Plesná                                                                           | Śląsk Opawski                  |
| herb Polanky nad Odrou             | Polanka nad Odrou (Polanka nad Odrą)                   | | Polanka nad Odrou                                                                                   | Śląsk Opawski                  |
| herb Poruby                        | Poruba (Poręba)                                        | | Poruba, Poruba-sever (Poręba-Północ)                                                                | Śląsk Opawski                  |
| herb Proskovic                     | Proskovice                                             | | Proskovice                                                                                          | Morawy                         |
| herb Pustkovce                     | Pustkovec                                              | | Pustkovec                                                                                           | Śląsk Opawski                  |
| herb Radwanic i Bartowic           | Radvanice a Bartovice (Radwanice i Bartowice)          | Bartovice, Radvanice | Bartovice, Radvanice                                                                                | Śląsk Cieszyński               |
| herb Śląskiej Ostrawy              | Slezská Ostrava (Ostrawa Śląska)                       | Antošovice (Antoszowice), Heřmanice (Herzmanice), Hrušov (Gruszów), Koblov (Koblów), Kunčice (Kończyce Wielkie), Kunčičky (Kończyce Małe), Muglinov (Muglinów), Slezská Ostrava (Ostrawa Śląska) | Antošovice*, Heřmanice, Hrušov, Koblov*, Kunčice nad Ostravicí, Kunčičky, Muglinov, Slezská Ostrava | Śląsk Cieszyński, Górny Śląsk* |
| herb Staré Bělé                    | Stará Bělá                                             | | Stará Bělá                                                                                          | Morawy                         |
| herb Svinova                       | Svinov (Świnów)                                        | | Svinov                                                                                              | Śląsk Opawski                  |
| herb Třebovic                      | Třebovice (Trzebowice)                                 | | Třebovice ve Slezsku                                                                                | Śląsk Opawski                  |
| herb Vítkovic                      | Vítkovice (Witkowice)                                  | | Vítkovice, Zábřeh-VŽ                                                                                | Morawy                         |

| Obszar           | czes.             | niem.               | 1924 | 1941 | 1954 | 1957 | 1960 | 1961 | 1966 | 1975 | 1976 |
| ---------------- | ----------------- | ------------------- | ---- | ---- | ---- | ---- | ---- | ---- | ---- | ---- | ---- |
| Morawska Ostrawa | Moravská Ostrava  | Mährisch-Ostrau     | T    | T    | T    | T    | T    | T    | T    | T    | T    |
| Przywóz          | Přívoz            | Oderfurt            | T    | T    | T    | T    | T    | T    | T    | T    | T    |
| Mariańskie Góry  | Mariánské Hory    | Marienberg          | T    | T    | T    | T    | T    | T    | T    | T    | T    |
| Nowa Wieś        | Nová Ves          | Neudorf             | T    | T    | T    | T    | T    | T    | T    | T    | T    |
| Witkowice        | Vítkovice         | Witkowitz           | T    | T    | T    | T    | T    | T    | T    | T    | T    |
| Zabrzeg          | Zábřeh            | Heinrichsdorf       | T    | T    | T    | T    | T    | T    | T    | T    | T    |
| Grabówka         | Hrabůvka          | Klein-Hrabova       | T    | T    | T    | T    | T    | T    | T    | T    | T    |
| Gruszów          | Hrušov            | Hruschau            |      | T    | T    | T    | T    | T    | T    | T    | T    |
| Herzmanice       | Heřmanice         | Herzmanitz          |      | T    | T    | T    | T    | T    | T    | T    | T    |
| Muglinów         | Muglinov          | Muglinau            |      | T    | T    | T    | T    | T    | T    | T    | T    |
| Śląska Ostrawa   | Slezská Ostrava   | Schlesisch-Ostrau   |      | T    | T    | T    | T    | T    | T    | T    | T    |
| Michałkowice     | Michálkovice      | Michalkowitz        |      | T    | T    | T    | T    | T    | T    | T    | T    |
| Radwanice        | Radvanice         | Radwanitz           |      | T    | T    | T    | T    | T    | T    | T    | T    |
| Kończyce Małe    | Kunčičky          | Klein-Kuntschitz    |      | T    | T    | T    | T    | T    | T    | T    | T    |
| Kończyce Wielkie | Kunčice           | Groß-Kunzendorf     |      | T    | T    | T    | T    | T    | T    | T    | T    |
| Grabowa          | Hrabová           | Groß-Hrabova        |      | T    | T    |      | T    | T    | T    | T    | T    |
| Wyszkowice       | Výškovice         | Wischkowitz         |      | T    |      |      |      |      | T    | T    | T    |
| Stara Biała      | Stará Bělá        | Alt-Biela           |      | T    |      |      |      |      |      | T    | T    |
| Nowa Biała       | Nová Bělá         | Neu-Biela           |      | T    |      |      |      |      |      | T    | T    |
| Świniów          | Svinov            | Schönbrunn          |      |      |      | T    | T    | T    | T    | T    | T    |
| Trzebowice       | Třebovice         | Trzebowitz          |      |      |      | T    | T    | T    | T    | T    | T    |
| Poręba           | Poruba            | Hannersdorf         |      |      |      | T    | T    | T    | T    | T    | T    |
| Pustkowiec       | Pustkovec         | Puskowetz           |      |      |      | T    | T    | T    | T    | T    | T    |
| Bartowice        | Bartovice         | Bartelsdorf         |      |      |      |      | T    | T    | T    | T    | T    |
| Marcinów         | Martinov          | Martinau            |      |      |      |      |      | T    | T    | T    | T    |
| Proskowice       | Proskovice        | Proskowitz          |      |      |      |      |      |      |      | T    | T    |
| Polanka nad Odrą | Polanka nad Odrou | Polanka an der Oder |      |      |      |      |      |      |      |      | T    |
| Krasne Pole      | Krásné Pole       | Schönfeld           |      |      |      |      |      |      |      |      | T    |
| Pleśna           | Plesná            | Pleßna              |      |      |      |      |      |      |      |      | T    |
| Hoszczalkowice   | Hošťálkovice      | Hoschialkowitz      |      |      |      |      |      |      |      |      | T    |
| Ligotka          | Lhotka            | Ellguth-Hultschin   |      |      |      |      |      |      |      |      | T    |
| Pietrzkowice     | Petřkovice        | Petershofen         |      |      |      |      |      |      |      |      | T    |
| Koblów           | Koblov            | Koblau              |      |      |      |      |      |      |      |      | T    |
| Antoszowice      | Antošovice        | Antoschowitz        |      |      |      |      |      |      |      |      | T    |

## Transport

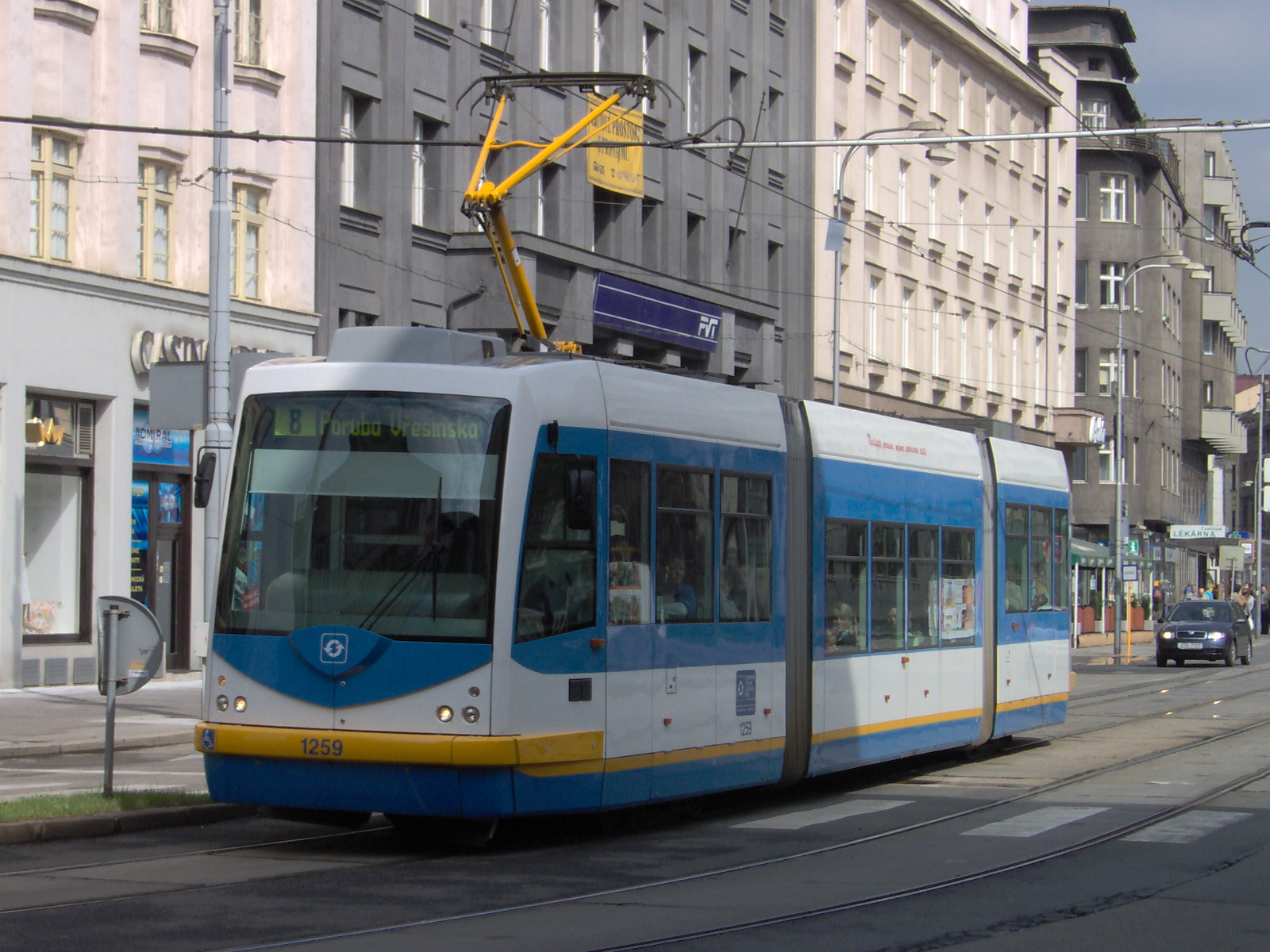
Tramwaj Inekon 01 Trio na ulicach Ostrawy

Ostrawa stanowi ważny ośrodek komunikacyjny łączący Morawy z Górnym Śląskiem. Przez miasto przebiega Autostrada D1, łącząca się w pobliskim Boguminie z polską Autostradą A1. Transport lotniczy zapewnia Port lotniczy Ostrawa, a kolejowy stacja Ostrava hlavní nádraží oraz szereg przystanków kolejowych. W Ostrawie istnieje także rozbudowana sieć trolejbusowa i tramwajowa.

## Zabytki i atrakcje turystyczne
Ostrawa dynamicznie rozwija swoją ofertą turystyczną przyciągając wiele turystów krajowych i zagranicznych, przede wszystkim Polaków, Słowaków, Niemców czy Austriaków. Za rozwój turystyczny miasta odpowiada spółka miejska Černá louka, która jest odpowiedzialna za markę VisitOstrava oraz sieć punktów informacji turystycznej OSTRAVAINFO!!!. Oficjalną turystyczną stroną miejską jest portal visitostrava.eu. W wakacje i święta państwowe czeskie i polskie odbywają się cykliczne wycieczki z przewodnikiem w języku czeskim lub polskim.
Miasto posiada również liczną bazę noclegową i kempingową. Cała Ostrawa połączona jest gęstą siecią ścieżek rowerowych a na terenie miasta jest wiele punktów wypożyczalni rowerów i hulajnóg.

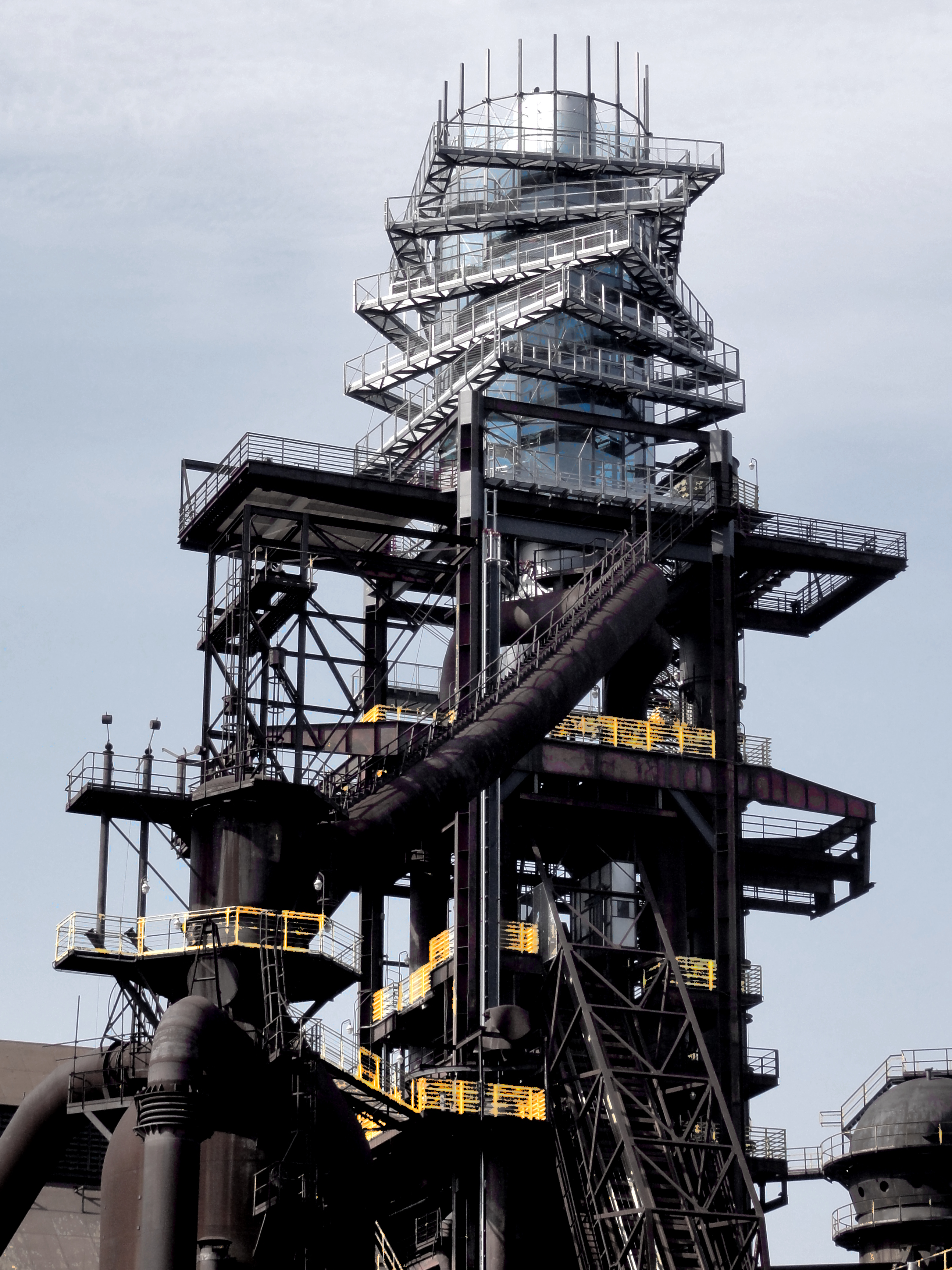
Bolt Tower w Dolnym obszarze Witkowic

### Dolny obszar Witkowic
Do największych ostrawskich atrakcji turystycznych należy przede wszystkim Dolní oblast Vítkovice. Niegdyś kompleks huty „Witkowice” (dawniej „Rudolf”) oraz kopalni Hlubina z XIX w., od 2002 zabytek myśli technicznej, od 2008 na liście Dziedzictwa Europejskiego. W 2018 roku Dolne Witkowice był najczęściej odwiedzaną atrakcją turystyczną w Czechach zaraz po Praskich zabytkach. Największą atrakcją Dolnych Witkowic jest Wielki Piec nr 1, na który nasadzona jest wieża widokowa z kawiarnią – Bolt Tower, oprócz tego na terenie dawnego kompleksu znajduje się:
- Wielki Świat Techniki – interaktywne muzeum podzielone na różne tematyczne strefy;
- Mały Świat Techniki – interaktywne eksponaty poprowadzone tematyczną linią czasu od rewolucji przemysłowej do współczesności;
- Muzeum art. spożywczych i maszyn rolniczych – jeden z siedmiu oddziałów Narodowego Muzeum Rolnictwa, które mieści się w dawnym składzie rudy żelaza;
- Gong – niegdyś zbiornik na gaz wielkopiecowy, obecnie służy jako sala koncertowa oraz galeria sztuki pop art. W środku mieści się pizzeria oraz punkt informacji turystycznej;
- Strefa kopalni Hlubina – na terenie dawnej kopalni mieści się kawiarnia, kino, klub muzyczny, strefa sportowa z ścianką wspinaczkową i parkiem trampolin oraz galeria sztuki.

W Dolnych Witkowicach co roku odbywają się liczne koncerty i festiwale. Do tych najbardziej znanych zalicza się:
- Colours of Ostrava – jeden z największych festiwali wielogatunkowych w Europie, co roku przyciągając ponad 35 tys. osób[18];
- Beats for Love – festiwal muzyki elektronicznej, przyciągając ponad 30 tys. osób na wielu scenach (w roku 2022 przygotowano 12 scen);
- Ostrawa w płomieniach (cz. Ostrava v plamenech) – festiwal muzyki heavymetalowej i punkowej[19];
- Rainbow Fest – festiwal kolorów (Holi) połączony z maratonem[20].

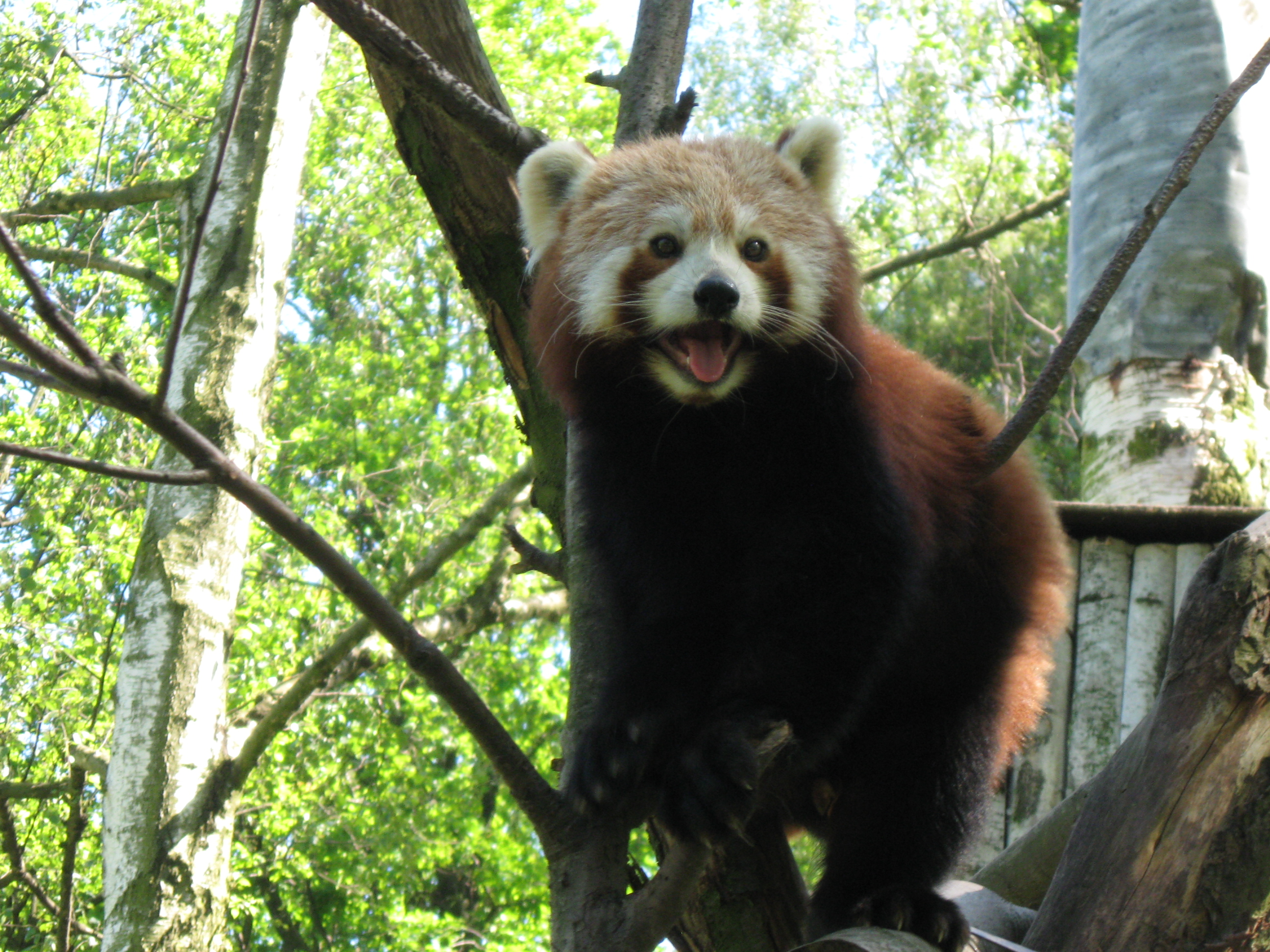
Pandka ruda w Zoo Ostrava

### Zoo Ostrava
Drugą największą atrakcją Ostrawy jest Zoo Ostrava. Drugi pod względem powierzchni ogród zoologiczny w Czechach o powierzchni 100 hektarów jest również częścią rezerwatu przyrody. Zoo powstało w 1948 r. i pełniło na początku funkcję minizoo, a za właściwą datę otwarcia uznaje się 26 października 1951 r. Zoo intensywnie się rozwijało, aż do lat 80. XX w., następnie po 20 latach stagnacji i ze zmianą ustroju politycznego, miasto ponownie zaczęło inwestować w ogród zoologiczny i rozwijać jego ofertę oraz polepszać warunki bytowe zwierząt.
Wybrane ekspozycje i pawilony w ostrawskim zoo:
- Wanderu – najnowszy pawilon otwarty w połowie 2022 r. przeznaczony głównie dla makaków lwich, oprócz tego pawilon zamieszkany jest przez tupaje północne (zobacz Tupaja), strzelca szorstkołuskiego (zobacz Gongylophis) i eblefara tygrysiego;
- Mała Amazonia – pawilon poświęcony zwierzętom zamieszkującym lasy deszczowe Amazonii, między innymi: tamaryna białoczuba, liściołaz żółty, drzewołaz niebieski, ptasznik białokolanowy, duch brazylijski;
- Chitwan – wybieg przeznaczony dla niedźwiedzi himalajskich i hulumanów czczonych; nazwa wybiegu pochodzi o najstarszego parku narodowego w Nepalu;
- Pawilon ewolucji – dwupiętrowy pawilon zamieszkany przez ponad 200 zwierząt pochodzących z Afryki Zachodniej; dostępne zwierzęta: szympans długowłosy, koczkodan Diany, turako fioletowy, żako, arbogóralek szary, prapłetwiec brunatny oraz gatunki różnych ryb, ptaków i owadów;
- Papua – największa ekspozycja akwarystyczna i terrarystyczna w ostrawskim zoo; przedstawia przyrodę wysp Papua-Nowa Gwinea; pawilon zamieszkują między innymi: rekin epoletowy, waran papuaski, miękkoskórek dwupazurzasty, pyton zielony oraz inne gatunki ryb i żółwi;
- Pawilon słoni – ekspozycję zamieszkuje 5 słoni indyjskich; częścią pawilonu jest również duży zewnętrzny wybieg oraz pawilon dżungla z ptakami, żółwiami i rybami;
- Pawilon zwierząt indyjskich i lwów – pawilon zamieszkały głównie przez kotowate, między innymi: lamparty lankijskie, lwy azjatyckie oraz kotki rude; jednym przedstawicielem innego gatunku niż kotowate jest binturong orientalny;
- Tanganika – nazwa pawilonu pochodzi od tektonicznego jeziora we wschodniej Afryce; zwierzęta zamieszkujące obiekt to przede wszystkim hipopotamy nilowe oraz krokodyle wąskopyskie;
- Zwierzęta Afryki – pawilon z rozległym zewnętrznym wybiegiem gromadzi głównie przedstawicieli afrykańskiej sawanny, między innymi: zebry, strusie, żyrafy czy oryksy;

Oprócz tego Zoo Ostrava zamieszkuje wiele ssaków (lemury, gibony, alpaki, rysie, jelenie, jaki, pandki rude), ptaków (sowy, sępy, papugi, flamingi, orły), gadów (żółwie, jaszczurki, krokodyle, węże), ryb, płazów oraz zwierząt domowych.
Częścią zoo jest również park botaniczny z czterema ścieżkami tematycznymi: mokradła, ścieżka lasu, ścieżka cienia oraz ścieżka wody, a także szklarnie oraz ogrody azalii i różaneczników.
Na terenie zoo znajduje się kilka punktów gastronomicznych, parking, bankomat. W święta polskie odbywa się pokazowe karmienie zwierząt w języku polskim. Latem kursuje kolejka turystyczna.
W przyszłości ma pojawić się ekspozycja fok i pingwinów, które zostaną sprowadzone z opolskiego ogrodu zoologicznego. 

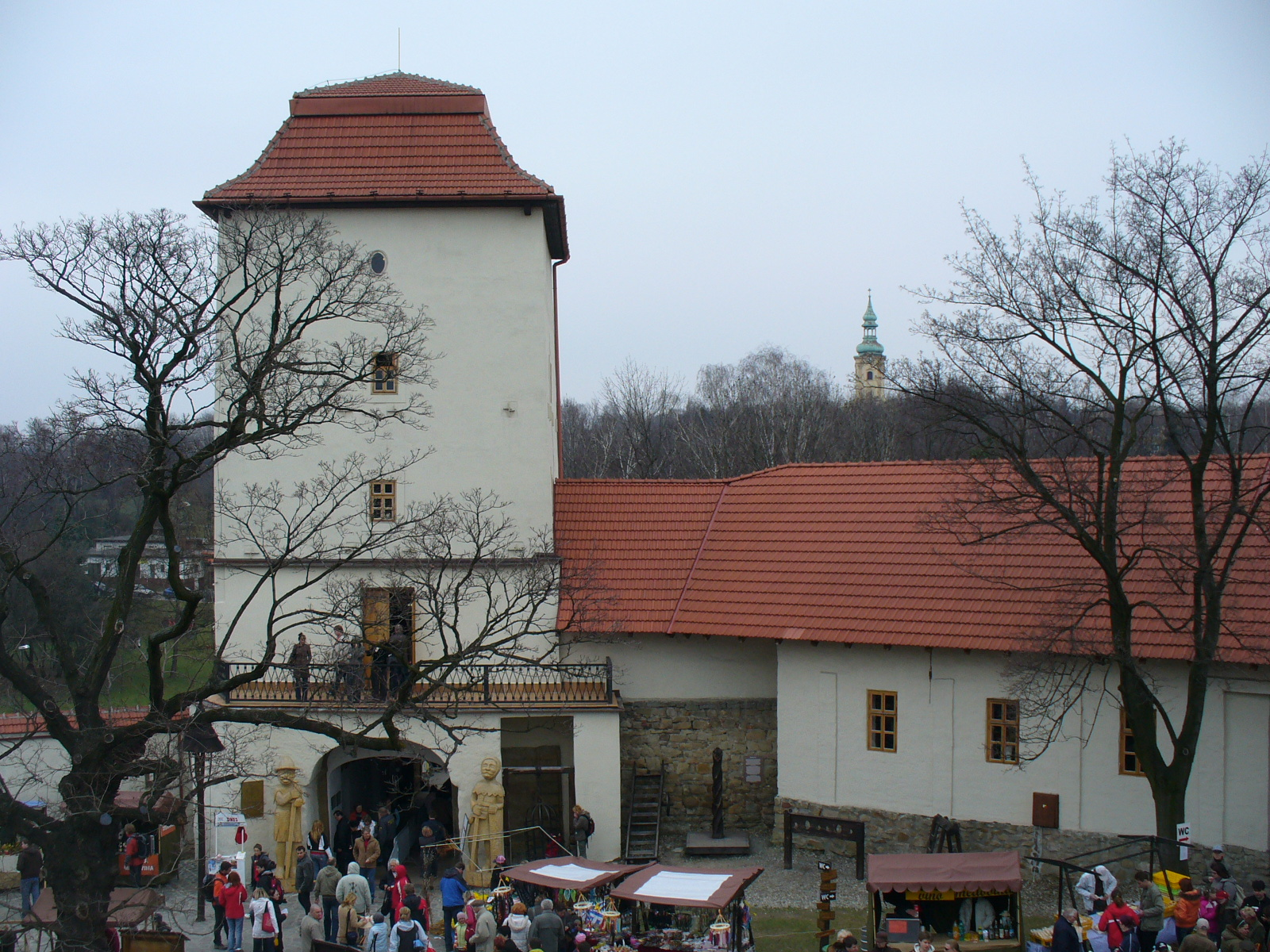
Zamek w Śląskiej Ostrawie

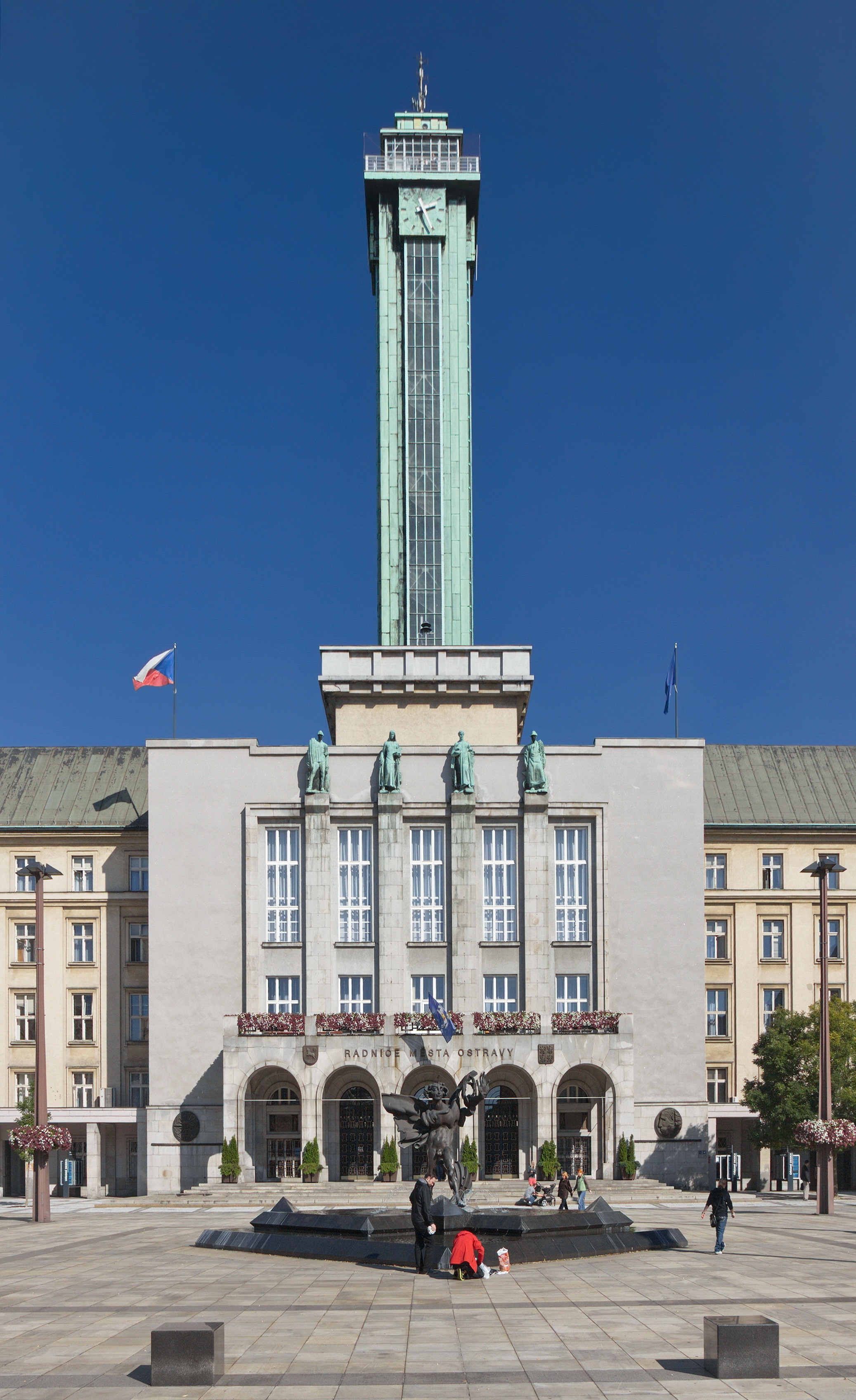
Nowy ratusz

### Inne popularne atrakcje turystyczne i zabytki
- Rynek (Plac Masaryka) – częściowo otoczony przez kamienice z XIX i początku XX w., z Maryjną kolumną morową z 1712 r. oraz eklektyczną zabudową; głównym budynkiem rynku jest Stary Ratusz (obecnie Muzeum Ostrawskie);
- Modernistyczny Nowy Ratusz z 1930 z wnętrzami w stylu funkcjonalizmu; posiadający wieżę widokową o wysokości 85 metrów, na którą można wjechać windą z punktu informacji turystycznej; jest to najwyższy i największy ratusz w Czechach z czynnym paternostrem (tylko w godziny urzędowe);
- Zamek Śląskoostrawski – dawna siedziba Książąt Cieszyńskich pochodząca z XIII w.;
- Landek Park – wzgórze ze szlakiem turystycznym wraz z kopalnią Anselm, najstarszą w Ostrawie; obecnie największe muzeum górnictwa w Czechach położone w dzielnicy Pietrzkowice[24];
- Kopalnia Michał - drugie muzeum górnictwa w Ostrawie położone w dzielnicy Michałkowice; muzeum nie oferuje zjazdów, a jedynie zwiedzanie budynków dawnej kopalni;
- Hałda Ema - dawna hałda kopalni Trojice (Świętej Trójcy), 315 m n.p.m. położone w dzielnicy Śląska Ostrawa[25];
- Galeria Sztuk Pięknych w Domu Sztuki w Ostrawie - główna galeria sztuki w kraju morawsko-śląskim, położona w ścisłym centrum miasta[26];
- Planetarium Ostrawa - trzecie największe planetarium w Czechach i jedyne w kraju morawsko-śląskim; założone w 1980 r. i zarządzane jest przez Politechnikę Ostrawską;

Miejskie obszary zabytkowe (cz. Městká památková zóna)
- Morawska Ostrawa (cz. Moravská Ostrava)[27] - historyczne centrum Ostrawy z prostokątnym rynkiem z secesyjną zabudową; do chronionego obszaru utworzonego w 1992 r. zalicza się teren od Nowego ratusza, wzdłuż Nabrzeża Havlička przy rzece Ostrawicy, aż do centrum handlowego Nowa Karolina i Domu Polskiego.
- Przywóz[28] (cz. Přívoz) - dawniej osobne miasto a w 1924 r. dołączone do Morawskiej Ostrawy; do obszaru zabytkowego zalicza się kościół pw. Niepokalanego Poczęcia Najświętszej Marii Panny, archiwum miasta Ostrawy, Muzeum Straży Pożarnej oraz secesyjne kamienice wokół placu Svatopluka Čecha;
- Witkowice[29] (cz. Vítkovice) - zespół zabudowań przemysłowych z XIX w.: kolonie robotnicze, ratusz, koszary, hale, pływalnie, hotel zakładowy – zaprojektowane przez architektów wiedeńskich;
- Poruba[30] - dzielnica i jednocześnie osiedle w stylu realnego socjalizmu z lat 50 i 60 XX w. (w tym brama Oblouk), od 2003 miejski obszar zabytkowy; do zabytków dzielnicy zalicza się również Pałac Porubski z 1573, później przebudowany, zachowały się elementy renesansowe[31];

Zabytki sakralne

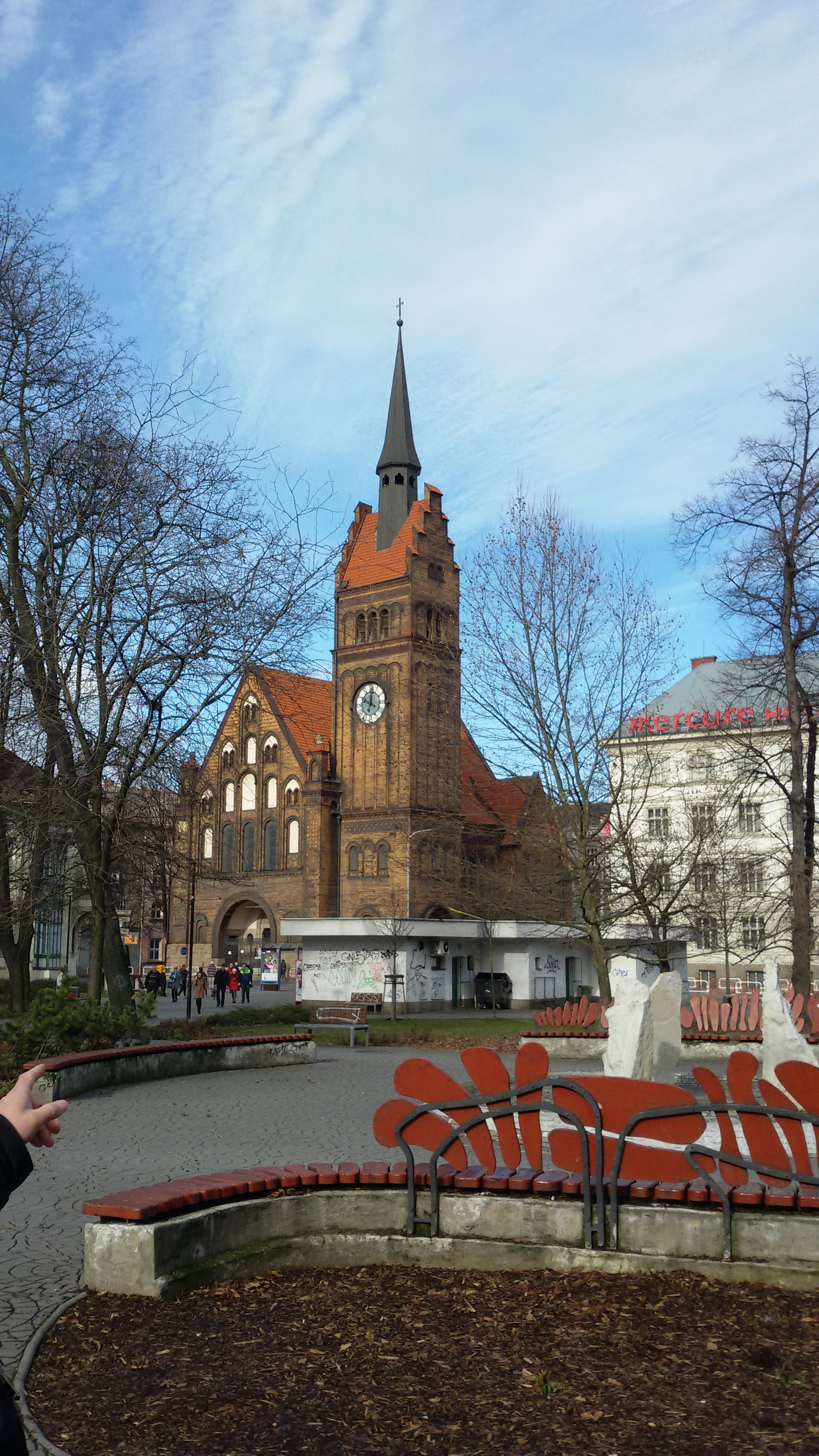
Kościół Ewangelicki w Ostrawie

- Kościół św. Wacława (Morawska Ostrawa) – najstarsza świątynia w Ostrawie, którego początki sięgają XIII w. Po pożarze odbudowany w XIV w.; pierwotnie gotycki, w XIX w. przebudowany w stylu klasycystycznym;
- Katedra Boskiego Zbawiciela (Morawska Ostrawa) z 1889, najbardziej charakterystyczny kościół dzielnicy, od 1996 siedziba diecezji ostrawsko-opawskiej;
- Kościół ewangelicki (Morawska Ostrawa) z 1907, wybudowany w stylu holenderskiego renesansu, obecnie służy Śląskiemu Kościołowi Ewangelickiemu Augsburskiego Wyznania oraz Ewangelickiemu Kościołowi Czeskobraterskiemu;
- Kościół św. Józefa (Śląska Ostrawa) z XVIII, cel licznych pielgrzymek;
- Drewniany kościół św. Katarzyny (Hrabowa) – zrekonstruowany po pożarze z 2002, oryginał pochodził z XVI w.;
- Kościół pw. Maryi Panny Królowej (Mariańskie Góry) - neobarokowy kościół wybudowany w latach 1905–1908;
- Kościół św. Mikołaja (Poruba) - wybudowany w XV w.; swój obecny wygląd uzyskał po rekonstrukcji z początku XX w.;
- Kościół pw. Niepokalanego Poczęcia Najświętszej Marii Panny (Przywóz);
- Kościół św. Pawła (Witkowice) - neogotycka świątynia wybudowana w 1886 r.; stojąca obok wieża była pierwotnie przeznaczona do celów przeciwpożarowych.

Zabytki architektoniczne

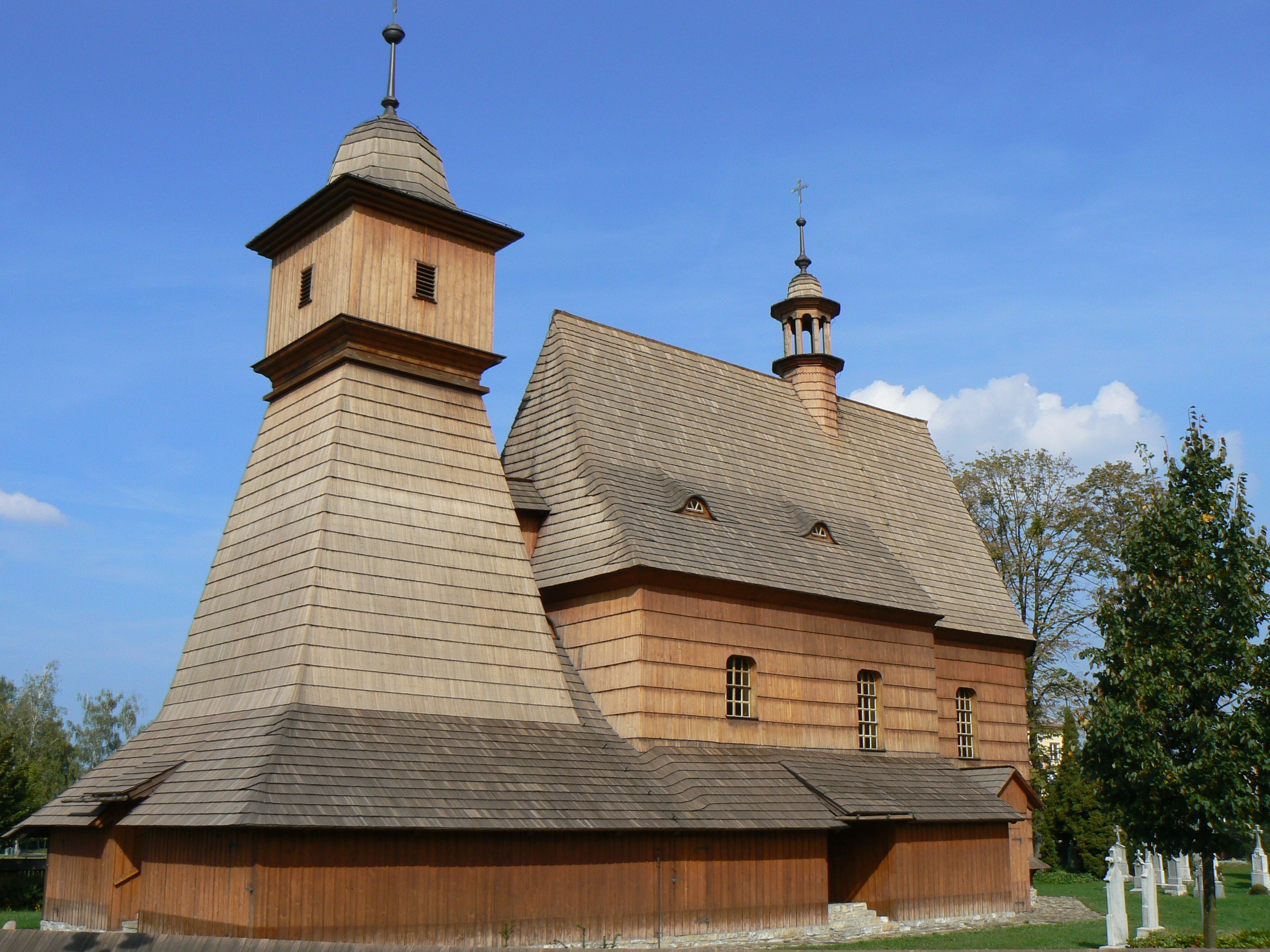
Zrekonstruowany kościół św. Katarzyny w Hrabowej

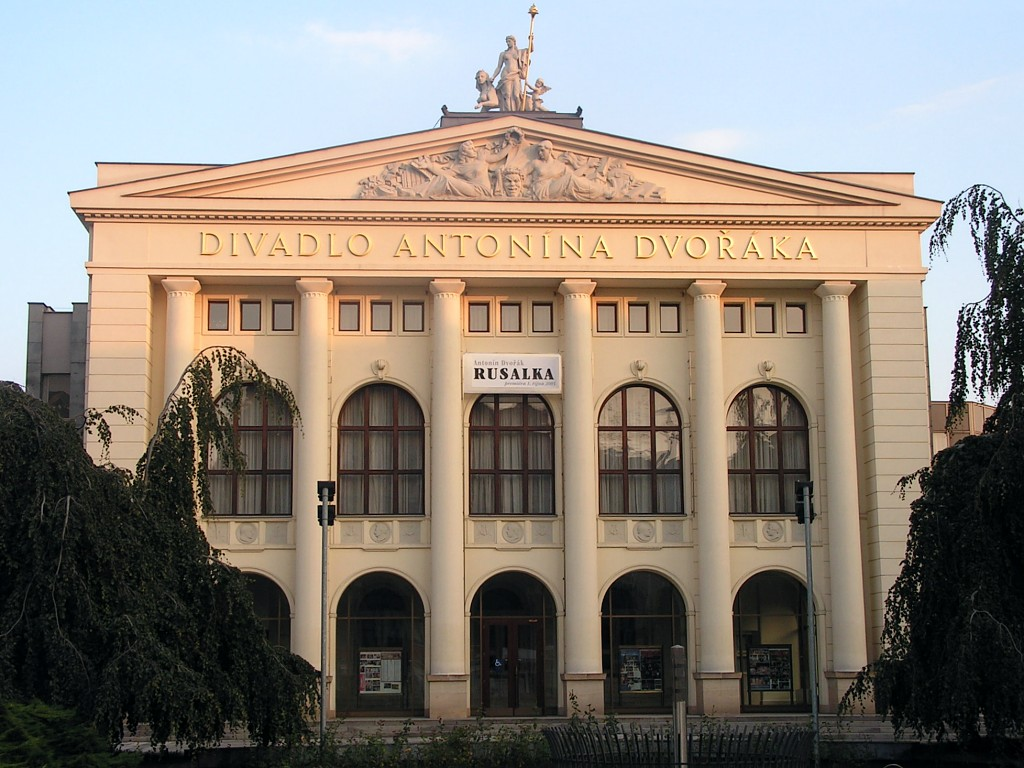
Teatr w Ostrawie im. Antonína Dvořáka

- Dom Polski w Ostrawie – z lat 1899–1901 zbudowany ze składek miejscowych Polaków pod nadzorem architekta Stanisława Bandrowskiego z Krakowa; związki z Polską symbolizują piastowskie orły i wmurowane kamienie z murów obronnych Krakowa, ul. Poděbradova 53; obecnie budynek jest zamknięty i nie pełni żadnej funkcji;
- Teatr Antonína Dvořáka (dawniej Narodowy Teatr Morawskośląski) z lat 1906–1907, wybudowany w stylu neobarokowym, w późniejszych latach kilkukrotnie przebudowany;
- Czeski Dom Narodowy, obecnie Teatr Jiřího Myrona; mieszany styl neobarokowy i neorenesansowy, w latach 80. wyremontowany od zewnątrz po pożarze z 1976;
- Wieża wydobywcza szybu Jindřich (Henryk); szyb pochodzi z 1846, natomiast wieża i budynek z 1913;
- Dom Książki Librex – funkcjonalistyczny dom handlowy z 1928 r.;
- Dom „Slavia” – zachowany w nienaruszonym stanie secesyjny budynek (dawniej hotel) z 1898, zaprojektowany przez Otokara Böhma;
- Kolonia robotnicza Jubilejní kolonie z początku XX w. w dzielnicy Ostrawa-Południe (część Hrabůvka).

Muzea
- Muzeum Zabawek;
- Muzeum Straży Pożarnej;
- Morawsko-śląskie Muzeum Kolei przy stacji kolejowej Ostrava střed;
- Wojskowe Muzeum;
- Babylon – Muzeum historii ostrawskich wodociągów;

Zamknięte lub nieistniejące już atrakcje turystyczne
- Park miniatur MINIUNI - park zamknięto pod koniec 2018 r.; miał być przeniesiony w stronę Zamku Śląskoostrawskiego, ostatecznie całą ekspozycję rozebrano;
- Muzeum Browarnictwa przy browarze Ostravar - zamknięte w 2020 r. z powodu pandemii Covid-19; obecnie (stan na marzec 2023) muzeum nie planuje ponownie otworzyć się dla odwiedzających;
- Muzeum Czarownic oraz Muzeum Szlaku Jedwabnego na Zamku Śląskoostrawskim.

## Edukacja
Uczelnie:
- Uniwersytet Ostrawski (cz. Ostravská univerzita v Ostravě, łac. Universitas Ostraviensis)
- Vysoká škola báňská – Technická univerzita Ostrava
- Vysoká škola podnikání a práva
- Górnośląska Wyższa Szkoła Handlowa, Wydział Zagraniczny GWSH w Ostrawie (cz. Hornoslezská vysoká škola obchodní, zahraniční fakulta Ostrava)

## Sport

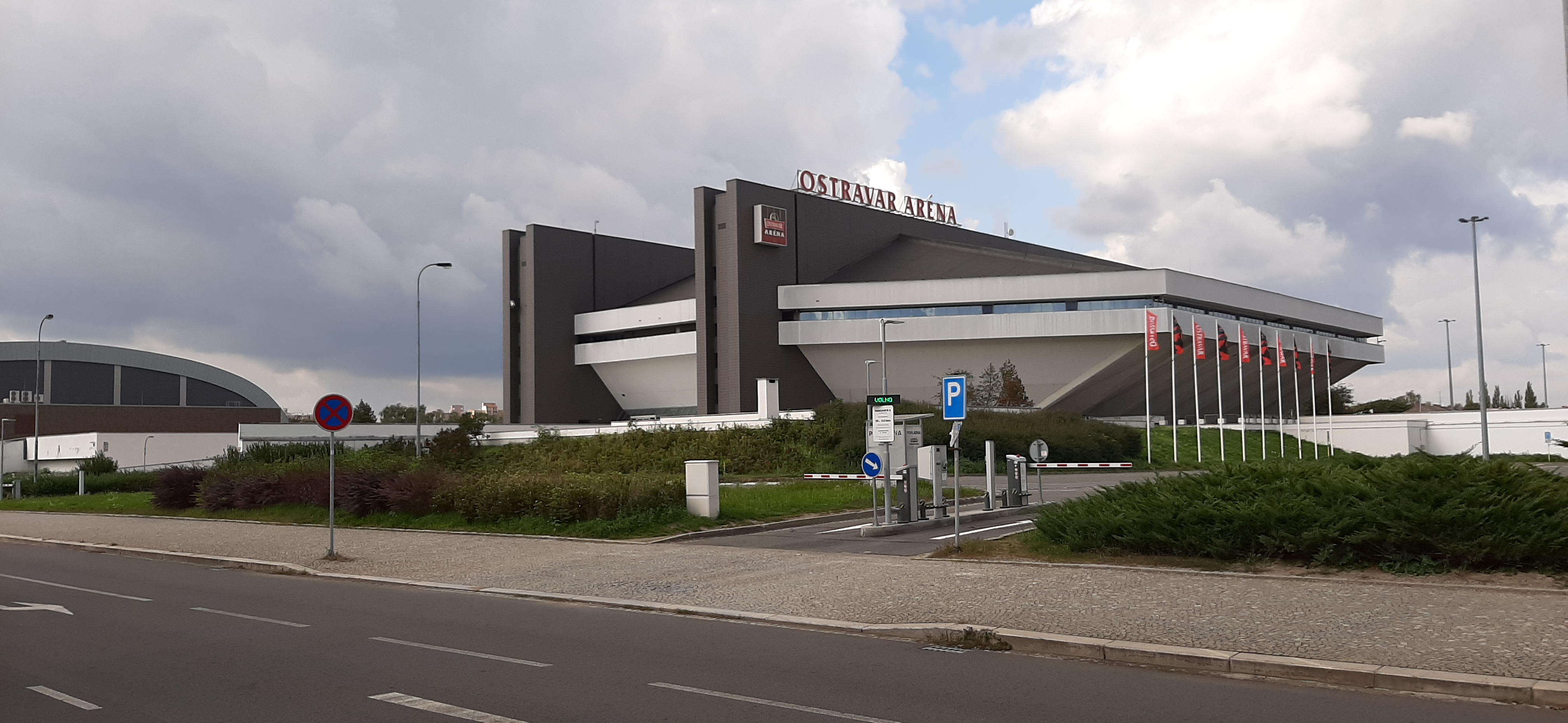
Ostravar Aréna

W Ostrawie od 1961 odbywa się rokrocznie prestiżowy mityng lekkoatletyczny – Zlatá Tretra. Miasto gościło – w 2001 – siatkarskie mistrzostwa Europy. W 2007 w Ostrawie odbywały się lekkoatletyczne mistrzostw świata kadetów, a w 2011 mistrzostwa Europy w lekkoatletyce dla sportowców do lat 23.
Kluby sportowe
- FC Baník Ostrava obecnie występuje w 1. lidze czeskiej piłki nożnej (Gambrinus liga)
- FC Vítkovice obecnie występuje w 2. lidze czeskiej piłki nożnej
- HC Vítkovice obecnie występuje w extralidze czeskiej hokeja na lodzie (Tipsport Extraliga)
- HC Sareza Ostrava obecnie występuje w 1. lidze czeskiej hokeja na lodzie (właściwie 2. liga)
- VK Ostrava występuje w Extralidze czeskiej w piłce siatkowej mężczyzn
- SKSB Arrows Ostrava(inne języki) występuje w Extralidze czeskiej w baseballu mężczyzn i lidze czeskiej softballu kobiet.

## Urodzeni w mieście
- Daja Bedanova – tenisistka
- Kateřina Böhmová – tenisistka
- Jiří Klimíček – hokeista
- Lukáš Klimek – hokeista
- Ivan Lendl – tenisista
- Jaromír Nohavica – pieśniarz, kompozytor i poeta

## Miasta partnerskie
Miasta partnerskie Ostrawy:
- Wołgograd (Rosja, 1949)
- Coventry (Wielka Brytania, 1957)
- Katowice (Polska, 1960)
- Drezno (Niemcy, 1971)
- Split (Chorwacja, 1976)
- Pireus (Grecja, 1997)
- Koszyce (Słowacja, 2001)
- Miszkolc (Węgry, 2001)
- Pittsburgh (Stany Zjednoczone, 2001)
- Uralsk (Kazachstan, 2008)
- Donieck (Ukraina, 2009)
- Gaziantep (Turcja, 2012)
- Abomey (Benin, 2012)
- Shreveport (Stany Zjednoczone, 2015)